# Silvia Zenari

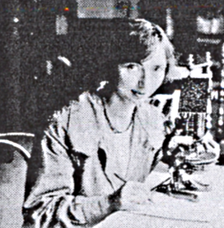

Silvia Zenari (* 31. März 1895 in Udine ; † 30. Juni 1956 in Sacile) war eine italienische Botanikerin. Zenari war Direktorin des Botanischen Instituts und des Botanischen Gartens in Padua.
Ihr offizielles botanisches Autorenkürzel lautet „Zenari“.

## Werke
- Elementi di fitogeografia 1950
- Flora escursionistica. Chiave botanica analitica per la determinazione delle principali specie vegetali dell'alta Italia. Padua 1957.